# کانت (دهانه)
کانت یک دهانه برخوردی در ماه‌ است.

## دهانه‌های اقماری
این دهانه ۱۲ دهانه اقماری دارد.
| Kant | عرض جغرافیایی | طول جغرافیایی | قطر          |
| ---- | ------------- | ------------- | ------------ |
| C    | ۹.۳° S        | ۲۲.۱° E       | ۲۰.۰ کیلومتر |
| B    | ۹.۷° S        | ۱۸.۶° E       | ۱۶.۰ کیلومتر |
| D    | ۱۱.۵° S       | ۱۸.۷° E       | ۵۲.۰ کیلومتر |
| G    | ۹.۲° S        | ۱۹.۵° E       | ۳۲.۰ کیلومتر |
| H    | ۹.۱° S        | ۲۰.۸° E       | ۷.۰ کیلومتر  |
| O    | ۱۲.۰° S       | ۱۷.۲° E       | ۷.۰ کیلومتر  |
| N    | ۹.۹° S        | ۱۹.۷° E       | ۱۰.۰ کیلومتر |
| Q    | ۱۳.۱° S       | ۱۸.۸° E       | ۵.۰ کیلومتر  |
| P    | ۱۰.۸° S       | ۱۷.۴° E       | ۵.۰ کیلومتر  |
| S    | ۱۱.۵° S       | ۱۹.۷° E       | ۵.۰ کیلومتر  |
| T    | ۱۱.۳° S       | ۲۰.۲° E       | ۵.۰ کیلومتر  |
| Z    | ۱۰.۴° S       | ۱۷.۵° E       | ۳.۰ کیلومتر  |